# Sigma Alpha Epsilon Pi
Sigma Alpha Epsilon Pi (ΣΑΕΠ) es una hermandad estudiantil femenina judía, que fue fundada el 1 de octubre de 1998 en la Universidad de California, Davis. Las seis mujeres que fundaron la sororidad; Alycia Seaman, Erin Glick, Leah Dansker, Rachel Rothfarb, Erin Barker y Dana Miller son consideradas como las madres de la sororidad. Su lema es;  "Espíritu, Fortaleza y Hermandad". Su mascota es una leona. Sus colores son el azul y el dorado, que también son los colores de la Universidad de California, el lugar donde fue fundada la hermandad. Su flor es la Iris spuria.

## Lista de capítulos activos de la hermandad
| Nombre  | Fundado | Institución                       | Lugar         | Estado     |
| ------- | ------- | --------------------------------- | ------------- | ---------- |
| Charter | 1998    | Universidad de California         | Davis         | California |
| Delta   | 2005    | Universidad de California         | Santa Cruz    | California |
| Eta     | 2008    | Universidad de California         | Los Ángeles   | California |
| Lambda  | 2010    | Universidad de Misuri             | Columbia      | Misuri     |
| Mu      | 2010    | Universidad James Madison         | Harrisonburg  | Virginia   |
| Nu      | 2011    | Universidad de California         | Santa Bárbara | California |
| Xi      | 2013    | Universidad de Binghamton         | Binghamton    | Nueva York |
| Omicron | 2014    | Universidad Estatal de California | Northridge    | California |
| Pi      | 2015    | Universidad de Nevada, Reno       | Reno          | Nevada     |

- Datos: Q7512275